# Сельское поселение Виловатое
Сельское поселение Виловатое — муниципальное образование в Богатовском районе Самарской области.
Административный центр — село Виловатое. Село на левом берегу реки Самары в Богатовском районе. Основано в конце XVIII века, 1878 г. В основе названия лежит нарицательное виловатый в значении «развилистый, расходящийся», по словарю Даля. Так обычно называли ростоки рек, развилки дорог.

## География

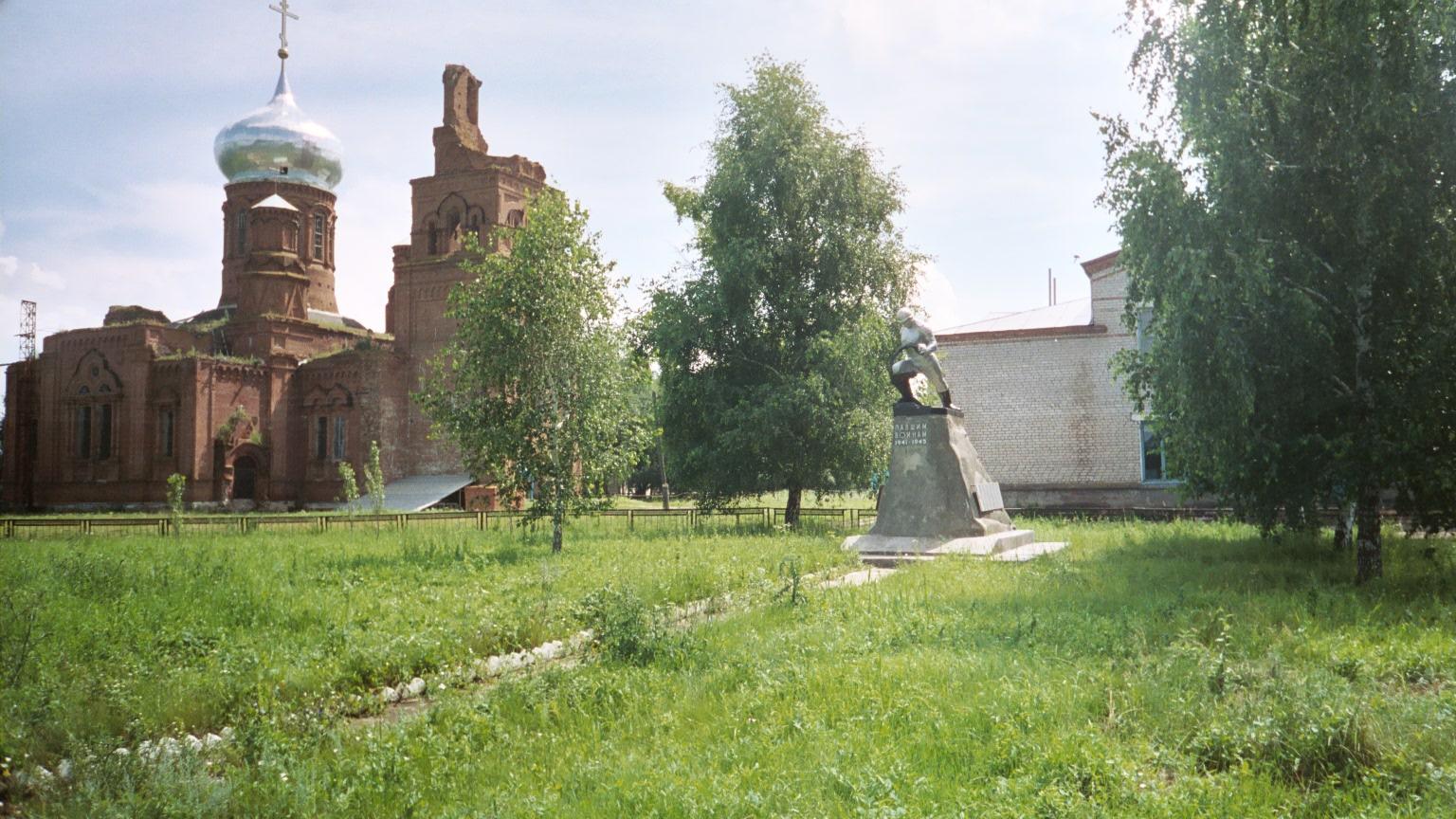
с. Виловатое — центр села с видом на православный храм и клуб

Северная граница: от точки пересечения административной границы Нефтегорского района и р. Самара на восток по её левому берегу до н.п. Съезжее и затем по юго-западной окраине этого населенного пункта до автодороги «Андреевка — Съезжее», далее по этой автодороге, огибая населенный пункт Андреевка с юго-востока по автодороге «Андреевка — Виловатое», потом по юго-восточной окраине села Виловатое до р. Самара и затем по её левому берегу на восток до административной границы с Борским районом.
Восточная граница: от пересечения р. Самара с административной границей Борского района на юг по этой границе до её пересечения с административной границей Алексеевского района.
Южная граница: от пересечения с административными границами Борского и Алексеевского районов на запад по административной границе с. Алексеевским, Нефтегорским районами до пересечения с р. Ветлянка.
Западная граница: от пересечения р. Ветлянка с административной границей Нефтегорского района на север по этой границе до пересечения с р. Самара

## Административное устройство
В состав сельского поселения Виловатое входят:
- село Виловатое,
- село Андреевка,
- посёлок Буревестник.